# Peder Hansen von Pultz
Ritmester Peder Hansen von Pultz (eller Peter von Pultz) er født d. 29. november 1695 på Rygård (Langå sogn) og død d. 2. januar 1764. Han er begravet d. 20. januar 1764 på Langå Kirkegård. Peder Hansen von Pultz er søn af ritmester Hans Henrik Friderich von Pultz og Marie Petersdatter von Pultz (født Hovenbeck). 
Han blev d. 16. november 1724 gift med baronesse Edel Margrethe von Pultz (født Gyldenkrone) (Güldencrone).
Peder Hansen von Pultz er døbt af Thomas Kingo d. 29. november 1696 i Langå Kirke på Sydfyn.

## Familie

### Ægteskab
Gift med Edel Margrethe Gyldenkrone, datter af baron Jørgen Gyldenkrone og baronesse Vibeke Dorthea Gersdorff, d. 16. november 1724. Parret fik 8 børn, blandt andre major Frederik Jørgen von Pultz.

### Børn
1. Hans Frederik von Pultz (f. 15. aug. 1727, d. ?)
2. Wibeke Marie von Pultz (f. 8. dec. 1729, d. 13. feb. 1811)
3. Agnete Christiane von Pultz (f. 2. feb. 1731, d. 23. jan. 1783)
4. Friderica Georgina (Frederikke Jørgine) von Pultz (f. nov. 1732, d. 13. jul. 1772)[1]
5. Frederik Jørgen von Pultz (f. 12. nov. 1734, d. 27. jan. 1811)
6. Ida Helene von Pultz (f. 26. jun. 1737, d. 1742)
7. Hans Vilhelm von Pultz (f. 1739, d. 1748)
8. Ida Wilhelmina von Pultz (f. 1749, d. 1766)

## Militær
Peter von Pultz gjorde militærtjeneste og endte med rang af major.

## Ejerskab og besiddelser
Ritmester Peder Hansen købte ved en auktion i 1725 Rygård med kirker og 224 tdr. hartkorn fæstegods af sin mor Maren Marie Petersdatter von Pultz (født Hovenbeck).
- (1725-1764) Rygård (Langå Sogn) på Sydfyn[1]